# Hypena rectifascia
Hypena rectifascia är en fjärilsart som beskrevs av George Francis Hampson 1891. Hypena rectifascia ingår i släktet Hypena och familjen nattflyn. Inga underarter finns listade i Catalogue of Life.